# Бала-Солтанлы
Бала-Солтанлы (азерб. Balasoltanlı) — село в одноимённом административно-территориальном округе Губадлинского района Азербайджана. Село расположено на берегу реки Акера.

## История
По данным «Свода статистических данных о населении Закавказского края, извлеченных из посемейных списков 1886 года», в селе Бала-Солтанлу Ходжикского сельского округа Джебраильского уезда Елизаветпольской губернии был 21 дым и проживало 79 курдов шиитского вероисповедания, все из которых являлись казёнными крестьянами.
В ходе Первой карабахской войны, в 1993 году село было занято армянскими вооружёнными силами, и до ноября 2020 года находилось под контролем непризнанной НКР. Согласно административно-территориальному делению НКР, село находилось в Кашатагском районе и называлось Айгеховит. 7 ноября 2020 года, в ходе Второй карабахской войны, президент Азербайджана объявил об освобождении села Бала-Солтанлы вооружёнными силами Азербайджана.

## Топонимика
Бала-Солтанлы является этнотопонимом, и означает «малая часть населённого пункта Солтанлы». Село основано переселившимися в XIX веке семьями из села Солтанлы на территории современного Джебраильского района.